# منطقه کلان‌شهری آستین
منطقه کلان‌شهری آستین یا آستین بزرگ (انگلیسی: Greater Austin) یک منطقه کلان‌شهری در تگزاس در ایالات متحده آمریکا است. این منطقه شامل پنج شهرستان است که بزرگ‌ترین شهر آن‌ها، آستین است. این منطقه یکی از بزرگ‌ترین مناطق کلان‌شهری جنوب غرب آمریکا است. دیگر شهر مهم این منطقه راند راک است، که در حومه آستین قرار دارد.